# Pol Anoul

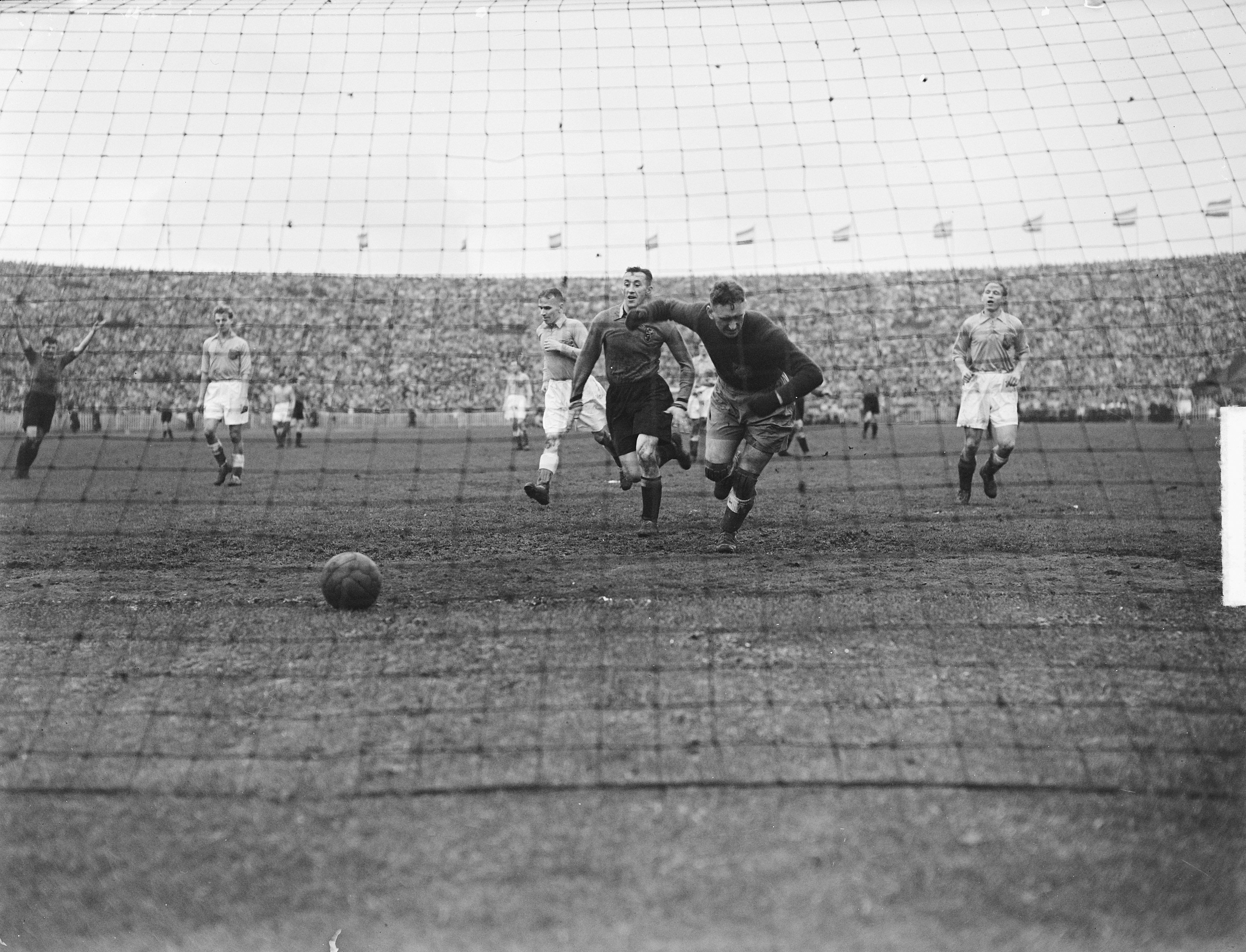
Anoul bei einem Spiel in Antwerpen (1950)

Pol Anoul (* 19. August 1922 in Lüttich als Léopold René Jean Victor Anoul; † 11. Februar 1990) war ein belgischer Fußballspieler. Der Stürmer war bei Vereinen aus seiner Heimatstadt Lüttich professionell aktiv.

## Leben
Der 1922 geborene Stürmer Anoul spielte während seiner Karriere bei RFC Tilleur-Saint-Nicolas, RFC Lüttich und Standard Lüttich. Mit ersterem gewann er zweimal die Belgische Meisterschaft.
Von 1947 bis 1954 bestritt er 48 Länderspiele für die belgische Nationalmannschaft und erzielte 20 Tore. Er nahm an der Weltmeisterschaft 1954 in der Schweiz teil, bei der er bei zwei Einsätzen insgesamt drei Tore erzielte.
Er starb 1990 im Alter von 67 Jahren. Sein 1927 geborener Bruder Jean Anoul war ebenfalls als Fußballspieler aktiv, spielte unter anderem von 1941 bis 1944 in der Jugend des RFC Tilleur-Saint-Nicolas und war als Erwachsener bei RFC Lüttich und SRU Verviers aktiv. Dieser verstarb zwei Tage vor seinem 80. Geburtstag am 15. September 2007.

### Karriere (Übersicht)
Vereine
- 1939–1942: RFC Tilleur-Saint-Nicolas
- 1942–1957: RFC Lüttich (361 Ligaspiele, 134 -tore)
- 1957–1960: Standard Lüttich (38 Ligaspiele, 6 -tore)

Erfolge
- 2× Belgischer Meister (1951/52, 1952/53 jeweils mit dem RFC Lüttich)

Nationalmannschaft
- 1947–1954: 48 Spiele, 20 Tore (bei 50 Einberufungen)
- WM-Teilnahme 1954 (2 Spiele, 3 Tore)